# Iron Mountain (Michigan)
Pour les articles homonymes, voir Iron Mountain.
Iron Mountain (« La Montagne de fer » en français) est une ville de la péninsule supérieure de l'État du Michigan, aux États-Unis. Sa population, selon le recensement de 2000, est de 8 154 habitants. La ville est située au sud de la péninsule, près de la frontière de l'État du Wisconsin. Elle est le siège du comté de Dickinson.
Iron Mountain a de grandes communautés de personnes d'origines cornouaillaises, canadiennes-françaises et italiennes.

## Personnalités liées à Iron Mountain
- Robert Flaherty, réalisateur, y est né le 15 février 1884.